# Харімське море
Харімське море (яп. 播磨灘, はりまなだ, харіма-нада) — східна складова Внутрішнього Японського моря.

## Короткі відомості
Межі Харімського моря визначаються береговими лініями островів Авадзі на сході, Хонсю на півночі, Сьодо на заході та Сікоку на півдні. Воно назване за іменем провінції Харіма. Площа моря становить близько 2500 км².
Харімське море сполучається із рештою Внутрішнього Японського моря на заході протокою Бісан, а на сході протоками Акасі та Наруто. Воно не має островів, за винятком невеликої групи островів Ієсіма на півночі.
Харімське море — мілководне. Найбільша глибина становить 42 м. Від Ієсіми до Авадзі проходять два підземних хребта Сіка та Муроцу, висотою 2 і 10 м відповідно.
У північній частині Харімського моря знаходиться Харімський промисловий район. Через промислові викиди прибережні води моря сильно забруднені. Влітку спостерігається явище цвітіння вод, яке завдає шкоди рибальству.